# Wahlenbergia pusilla
Wahlenbergia pusilla är en klockväxtart som beskrevs av Ferdinand von Hochstetter och Achille Richard. Wahlenbergia pusilla ingår i släktet Wahlenbergia och familjen klockväxter. Inga underarter finns listade i Catalogue of Life.